# Ficus barraui
Ficus barraui là một loài thực vật có hoa trong họ Moraceae. Loài này được Guillaumin mô tả khoa học đầu tiên năm 1954.